# Adam Bronikowski
Adam Paweł Bronikowski (Varsovia, 11 de marzo de 1978) es un deportista polaco que compitió en remo. Es nieto del remero Franciszek Bronikowski.
Ganó dos medallas en el Campeonato Mundial de Remo, en los años 2002 y 2003. Participó en dos Juegos Olímpicos de Verano, ocupando el octavo lugar en Sídney 2000 y el cuarto en Atenas 2004, en la prueba de cuatro scull.

## Palmarés internacional
| Campeonato Mundial | Campeonato Mundial | Campeonato Mundial | Campeonato Mundial |
| Año                | Lugar              | Medalla            | Prueba             |
| ------------------ | ------------------ | ------------------ | ------------------ |
| 2002               | Sevilla (España)   | Medalla de plata   | Cuatro scull       |
| 2003               | Milán (Italia)     | Medalla de bronce  | Cuatro scull       |